# Vilnius landskommun
Vilniaus rajono savivaldybė (litauiska: Vilniaus rajonas) är en kommun i Litauen.   Den ligger i länet Vilnius län, i den sydöstra delen av landet, 8 km nordost om huvudstaden Vilnius. Antalet invånare är 100 158. Arean är 2 129 kvadratkilometer.
Terrängen i Vilniaus rajono savivaldybė är platt.
Följande samhällen finns i Vilniaus rajono savivaldybė:
- Nemenčinė
- Vievis
- Bezdonys